# U-Bahnhof Rudolf-Oetker-Halle
Der U-Bahnhof Rudolf-Oetker-Halle ist eine unterirdische Haltestelle der Stadtbahn Bielefeld. Er befindet sich im Stadtbezirk Mitte und dient als wichtiger Knotenpunkt für die Erschließung von Einrichtungen wie der SchücoArena, der Rudolf-Oetker-Halle und dem Bürgerpark.

## Geschichte
Der U-Bahnhof Rudolf-Oetker-Halle wurde am 2. April 2000 eröffnet. Er ist Teil der Inbetriebnahme der Linie 4 der Stadtbahn Bielefeld, die die Innenstadt mit der Universität verbindet. Die Station erleichtert insbesondere den Zugang zu kulturellen und sportlichen Einrichtungen in der Umgebung.

## Architektur
Der U-Bahnhof Rudolf-Oetker-Halle ist unterirdisch angelegt und verfügt über einen Mittelbahnsteig mit zwei Gleisen. An beiden Enden führen Treppen, Rolltreppen und Aufzüge zur Verteilerebene, wodurch barrierefreier Zugang gewährleistet ist. Ein Zugang führt zur SchücoArena, dort befinden sich auch öffentliche Toiletten, welche zu den Spielen von Arminia Bielefeld geöffnet werden, ein weiterer zum Bürgerpark. Zusätzlich besteht ein direkter Zugang zur Rudolf-Oetker-Halle, wodurch die Station die Anbindung an das kulturelle Zentrum der Umgebung erleichtert.
Die Decke der Station ist als flache Betondecke ausgeführt und weist hervorstehende rote Akzente auf, die als gestalterisches Element dienen und sich deutlich vom übrigen Deckenbereich abheben. Zusammen mit der Beleuchtung und den farblich akzentuierten Wänden trägt dies zur Orientierung der Fahrgäste bei.
Die Gestaltung der Station hebt sich von anderen Bielefelder U-Bahnhöfen ab, insbesondere durch die Kombination aus farblich betonten Deckenakzenten, funktionaler Architektur und der direkten Anbindung an markante Einrichtungen wie den Bürgerpark, die Rudolf-Oetker-Halle und die SchücoArena.

## Bedienung
Der U-Bahnhof Rudolf-Oetker-Halle wird ausschließlich von der Linie 4 bedient.
An Heimspieltagen des DSC Arminia Bielefeld wird der Takt der Linie 4 zwischen der Innenstadt, dem Hauptbahnhof und der SchücoArena erhöht. Die Linie pendelt im dichten Zeittakt, bei Bedarf werden zusätzliche Einsatzwagen bereitgestellt. Eintrittskarten für die Heimspiele gelten als KombiTicket für Busse, Stadtbahnen und Nahverkehrszüge im TeutoOWL-Netz.
| Linie | Linienweg | Fahrzeit | Haltestellen |
| ----- | --- | -------- | ------------ |
| 4     | Lohmannshof – Universität – Rudolf-Oetker-Halle - Hauptbahnhof – Jahnplatz – Sieker Mitte – Stieghorst Zentrum | 28 Min.  | 20           |

## Anschlussmöglichkeiten
Neben der Stadtbahn bestehen Anschlussmöglichkeiten zu mehreren Buslinien, die die Umgebung der Station erschließen.